# 林仰山
林仰山（英語：Frederick Seguier Drake，1892年4月13日—1974年8月21日），英国浸礼会传教士，曾在山东、香港等地任教。

## 生平
林仰山为英国浸礼会传教士，曾任济南广智院院长。该院前身为英国浸礼会传教士怀恩光创办的青州博物堂，1917年成为齐鲁大学的社会教育科。1951年，林仰山携带其在山东积存的12箱文物出境时被中方查获，最终未能带走。
1952年，香港大学中文系主任賴歐（J.K. Rideout）去世，已离开山东返回英国的林仰山被港大校長賴廉士聘请为中文系主任。同年，经校方同意，林仰山成立東方文化研究院（Institute of Oriental Studies）並自任院長。林仰山擔任香港大学中文系系主任直至1964年退休，其间的1956年至1961年，还曾兼任文學院院長。
林仰山担任中文系主任期間，積極網羅各方人才，如刚一到任便聘请罗香林、劉百閔為專任講師，后又將饒宗頤聘為副講師。四人与原任教翻譯的陳君葆組成五人教學團隊，積極發展硕士與博士學位課程。1955年，李鄭屋漢墓被無意中發現，林仰山帶領學生前往发掘研究，撰寫有《深水埗東京街尾李鄭屋徙置區東面古墓的考古發掘》一文。

## 相关
1930年代，在齐鲁大学任教的林仰山曾与明义士到益都苏埠屯遗址调查，林仰山还曾到济南、邹平、周村进行考古调查，并曾发表相关文章。　　